# Cyberpunk: Edgerunners
Cyberpunk: Edgerunners (サイバーパンク エッジランナーズ, Saibāpanku Ejjirannāzu; lit. "Cyberpunk: Mercenários") é uma série de anime japonês e polonês do gênero cyberpunk. Ela é baseada no jogo eletrônico Cyberpunk 2077 desenvolvido pela CD Projekt Red. A série foi animada pelo Studio Trigger sob a supervisão da CD Projekt e estreou no serviço de streaming Netflix em 13 setembro de 2022. Ela é ambientada no universo fictício de Cyberpunk, criado por Mike Pondsmith, e também uma prequela do jogo eletrônico, acontecendo aproximadamente um ano antes dos eventos do próprio.
Após seu lançamento, Cyberpunk: Edgerunners recebeu muitas críticas positivas com elogios comumente direcionados a seus personagens, qualidade de animação e construção de mundo. Em outubro de 2022, a CD Projekt anunciou que o anime não receberia uma segunda temporada, também afirmando que a série foi idealizada como um trabalho independente desde o princípio.

## Sinopse
Cyberpunk: Edgerunners é ambientado em Night City, uma metrópole autossuficiente localizada no Estado Livre da Califórnia assolada por corrupção, vícios por cibernéticas e violência de gangues. A cidade é dividida em seis distritos, cada um com seus próprios estilos de vida específicos, e é controlada por várias megacorporações diferentes, incluindo a Arasaka e sua rival Militech. A história do anime se passa principalmente em Santo Domingo, o distrito mais antigo, pobre e industrial de Night City.

### Enredo
Em uma distopia dominada por corrupção, crime e implantes cibernéticos, um garoto de rua impulsivo mas talentoso chamado David perde tudo o que tem em um tiroteio. Depois disso, ele faz a escolha de sobreviver do lado errado da lei como um "mercenário"; um agente fora da lei capacitado com alta tecnologia do mercado negro também conhecido como "cyberpunk".

## Personagens
David Martinez (デイビッド・マルティネス, Deibiddo Marutinesu)
Dublado por: Kenn (japonês); Eduardo Drummond (português brasileiro)
Um adolescente hispânico que é um dos melhores alunos da prestigiada Academia Arasaka. Por ter nascido em uma família pobre, ele é constantemente intimidado por seus colegas de classe. Uma tragédia pessoal repentina e devastadora o leva a abandonar sua educação e o coloca no caminho de se tornar um mercenário.
Lucyna "Lucy" Kushinada (ルーシー, Rūshī)
Dublada por: Aoi Yūki (japonês); Jennifer Gouveia (português brasileiro)
Uma jovem trilha-rede que se envolve romanticamente com David e o apresenta ao submundo do crime de Night City. Ela tem um ódio particular pela Arasaka, e por isso ela gosta de roubar os seus funcionários e sonha em viajar para a Lua.
Rebecca (レベッカ, Rebekka)
Dublada por: Tomoyo Kurosawa (japonês); Bruna Laynes (português brasileiro)
Uma jovem atiradora, membra da equipe do Maine, irmã de Pilar.
Maine (メイン, Mein)
Dublado por: Hiroki Tōchi (japonês); Guilherme Lopes (português brasileiro)
Um mercenário veterano que comanda sua própria equipe. Ele é um dos clientes de Gloria e permite que David se junte à tripulação sob a orientação dele e de Lucy.
Dorio (ドリオ)
Dublada por: Michiko Kaiden (japonês); Isabela Quadros (português brasileiro)
Namorada e braço direito do Maine.
Pilar (ピラル, Piraru)
Dublado por: Wataru Takagi (japonês); Mauro Horta (português brasileiro)
Um técnico experiente, membro da equipe do Maine, irmão mais velho de Rebecca.
Kiwi (キーウィ, Kīwi)
Dublada por: Takako Honda (japonês); Carina Eiras (português brasileiro)
Uma trilha-rede experiente, membro da equipe do Maine, sempre age com um comportamento frio.
Falco (ファルコ, Faruko)
Dublado por: Yasuyuki Kase[carece de fontes?] (japonês); Ricardo Juarez (português brasileiro)
Um membro da equipe do Maine que auxilia o grupo nas fugas.
Faraday (ファラデー, Faradē)
Dublado por: Kazuhiko Inoue (japonês); Malta Júnior (português brasileiro)
Um canal vinculado a Militech. Ele tem uma relação comercial com a equipe do Maine e muitas vezes os comissiona para realizar trabalhos que geralmente envolvem roubar dados valiosos e sigilosos da Arasaka.
Ripperdoc (リパードク, Ripādoku)
Dublado por: Kenjirō Tsuda (japonês); Duda Espinoza (português brasileiro)
Um medicânico local que ajuda a atualizar e instalar os implantes cibernéticos de David.
Gloria Martinez (グロリア・マルティネス, Guroria Marutinesu)
Dublada por: Yurika Hino (japonês); Larissa de Lara (português brasileiro)
Mãe de David e uma paramédica que trabalha duro para pagar as mensalidades de David na Academia Arasaka.
Adam Smasher (アダム・スマッシャー, Adamu Sumasshā)
Dublado por: Yukihiro Misono[carece de fontes?] (japonês); Milton Parisi (português brasileiro)
Um supersoldado sanguinário e totalmente cibernético que trabalha como chefe de segurança da Arasaka.

## Produção e desenvolvimento
A série foi anunciada durante uma transmissão ao vivo do "Night City Wire" para o jogo em 25 de junho de 2020 como uma colaboração entre a CD Projekt e o Studio Trigger. Hiroyuki Imaishi dirigiu a série com Masahiko Otsuka e Yoshiki Usa escrevendo os roteiros, Yoh Yoshinari projetou os personagens e tendo como diretor de animação, Yuto Kaneko. Yusuke Yoshigaki servindo como assistente de design dos personagens, Hiroyuki Kaneko servindo como diretor assistente, Hiromi Wakabayashi servindo como diretor criativo, e Akira Yamaoka servindo como compositor da trilha sonora original do anime.
O tema de abertura do anime é a canção "This Fire" da banda Franz Ferdinand, o tema de encerramento, por sua vez, chama-se "Let You Down" feita por Dawid Podsiadło. Algumas músicas presentes nas estações de rádio do jogo Cyberpunk 2077 também foram utilizadas na trilha sonora do anime. A canção "I Really Want to Stay at Your House" de Rosa Walton foi amplamente destacada e elogiada pela crítica.

## Episódios
| N.º | Título                                   | Enredo por                             | Dirigido por      | Escrito por                  | História por                                      | Exibição original      |
| --- | ---------------------------------------- | -------------------------------------- | ----------------- | ---------------------------- | ------------------------------------------------- | ---------------------- |
| 1 | "Let You Down" (Decepção)"               | Yoshiyuki Kaneko                       | Yoshiyuki Kaneko  | Yoshiki Usa                  | Bartosz Sztybor, Jan Bartkowicz, Lukasz Ludkowski | 13 de setembro de 2022 |
| No ano de 2076, David Martinez é um jovem que frequenta a prestigiada Academia Arasaka a pedido de sua mãe Gloria, apesar de estarem passando por dificuldades financeiras. Para continuar frequentando as aulas, David modifica ilegalmente seu ciberware para evitar pagar por uma atualização necessária. No entanto, as modificações acabam danificando o sistema da escola, e Gloria concorda em pagar pelos reparos. No caminho para casa, David entra em uma breve discussão com sua mãe antes de serem pegos em um tiroteio, deixando Gloria gravemente ferida. David consegue acessar a conta poupança de Gloria para pagar seus custos médicos e descobre que ela havia roubado o implante Sandevistan, de nível militar. Depois de ser agredido por seu colega de classe Katsuo, David descobre, para seu desespero, que a condição de Gloria piorou e que ela faleceu no hospital. Agora completamente falido e enfurecido com Katsuo por insultar Gloria, David se encontra com Doc, um medicânico local de quem ele compra regularmente mercadorias do mercado negro, e pede para ter o Sandevistan instalado em seu próprio corpo. |                                          |                                        |                   |                              |                                                   |                        |
| 2 | "Like a Boy" (Força feminina)"           | Yoshiyuki Kaneko                       | Yūichi Shimodaira | Yoshiki Usa, Masahiko Ōtsuka | Bartosz Sztybor, Jan Bartkowicz, Lukasz Ludkowski | 13 de setembro de 2022 |
| Doc concorda em instalar o Sandevistan, que concede a David força, velocidade e reflexos sobre-humanos. Com suas novas habilidades, David retorna à escola e se vinga de Katsuo atacando-o em plena luz do dia, o que resulta em sua expulsão da Academia. O pai de Katsuo, Tanaka, um executivo da Arasaka, percebe que David é capaz de utilizar o Sandevistan sem efeitos colaterais aparentes, o que o tornaria uma valiosa cobaia para seu último produto. Enquanto isso, enquanto David vagueia sem rumo pela cidade, e encontra uma jovem trilha-rede chamada Lucy, que concorda em aceitá-lo como parceiro. Depois de uma noite de roubo de chips no metrô, David desmaia devido ao uso excessivo do Sandevistan. Lucy leva David de volta a Doc, que lhe prescreve imunossupressores e o avisa para não usar o Sandevistan mais de duas ou três vezes por dia, embora ele observe que David parece ter uma notável tolerância a ele. Lucy convida David para seu apartamento, onde ela confidencia que seu sonho é viajar para fora do mundo até a Lua. Ela mostra a David uma reconstituição virtual da superfície lunar, mas acaba sendo uma armadilha para entregar David a uma gangue de mercenários. |                                          |                                        |                   |                              |                                                   |                        |
| 3 | "Smooth Criminal" (Conhecendo a gangue)" | Akira Amemiya                          | Mai Ōwada         | Yoshiki Usa, Masahiko Ōtsuka | Bartosz Sztybor, Jan Bartkowicz, Lukasz Ludkowski | 13 de setembro de 2022 |
| David é confrontado pela gangue, liderada por um homem chamado Maine, que revela que Gloria o havia vendido o Sandevistan um dia antes de sua morte e que ele é um conhecido dela. David revela que é filho de Gloria e se oferece para trabalhar com o Maine, demonstrando sua compatibilidade com o Sandevistan. Intrigado, Maine decide honrar sua amizade com Gloria, dando a David a chance de provar a si mesmo. David então volta para casa, tendo perdido sua confiança em Lucy. No dia seguinte, David se encontra com a gangue e Maine o apresenta aos outros membros: Kiwi, Dorio e Pilar. David então participa de um assalto para roubar dados de navegação de Maxim, um motorista da Arasaka. O plano dá errado devido a complicações inesperadas e David e Lucy são forçados a roubar a limusine de Maxim para obter os dados de navegação. Maine os resgata de um gangster japonês da gangue Garras de Tygre, enviado por Maxim para matá-los e oficialmente introduz David na gangue, tendo ficado impressionado com seu desempenho no trabalho. David também conhece o agente de Maine, Faraday, que lhes deu o trabalho de roubar os dados de navegação de Maxim para obter informações sobre os movimentos de Tanaka. David então recebe uma mensagem da Academia Arasaka oferecendo uma oportunidade para reingresso na instituição, mas ele recusa sem rodeios. |                                          |                                        |                   |                              |                                                   |                        |
| 4 | "Lucky You" (Sorte?)"                    | Yoshiyuki Kaneko                       | Akira Furukawa    | Yoshiki Usa, Masahiko Ōtsuka | Bartosz Sztybor                                   | 13 de setembro de 2022 |
| Como um novo recruta, David recebe treinamento e instruções dos outros membros da gangue, incluindo passar recados para Pilar e sua irmã Rebecca, aprender a dirigir com o Maine e correr à noite com Lucy. Ele também participa de vários trabalhos com o grupo, como resgatar Rebecca de um sequestro dos Maelstrom e ajudar Lucy com seus roubos de chips. Ele descobre que Lucy é uma talentosa trilha-rede, mas não muito mais sobre seu passado. David confidencia a Maine que ele tem sentimentos por Lucy, mas ele tem certeza de que ela não sente o mesmo e tem dificuldade em descobrir se ele deve confiar nela. Eventualmente, David começa a se sentir em casa com a turma. No entanto, voltando de um bar, Pilar começa a se ofender com um sem-teto que está urinando na rua. O mendigo está em um estado de ciberpsicose e de repente atira em Pilar, o que acaba matando-o. Quando Lucy vira alvo do ciberpsicopata, David usa seu Sandevistan para distraí-lo e o mata antes que ele possa atacar Lucy novamente. David leva Lucy para casa enquanto a turma fica para trás para cuidar da bagunça, onde Lucy revela que seu sonho de ir à Lua é genuíno. David promete a Lucy que a levará para a Lua e eles se beijam. |                                          |                                        |                   |                              |                                                   |                        |
| 5 | "All Eyez on Me" (Chamando atenção)"     | Kōdai Nakano                           | Kōdai Nakano      | Yoshiki Usa, Masahiko Ōtsuka | Bartosz Sztybor                                   | 13 de setembro de 2022 |
| A gangue tenta encontrar mais pistas sobre Tanaka, e Kiwi menciona que descobriu que ele secretamente usa neurodanças (NDs) ilícitas criadas por "JK". David reconhece isso como o nome de Jimmy Kurosaki, um famoso diretor de NDs que também as customiza para clientes especiais, incluindo Tanaka. Vendo um potencial para emboscar Tanaka, a gangue tenta sequestrar JK, mas ele os engana, captura David e foge da cena com Lucy e Dorio em perseguição. JK submete David a NDs traumáticos em uma tentativa de induzir a ciberpsicose antes que ele seja parado e capturado por Lucy e Dorio. Sem outra escolha, JK concorda em atrair Tanaka, mas não antes de advertir David de que o Sandevistan inevitavelmente o tornará um ciberpsicopata. Tanaka chega para se encontrar com JK e é posteriormente capturado, mas não antes de JK ser mortalmente ferido no fogo cruzado. Com a chegada do Trauma Team, a gangue é forçada a evacuar rapidamente com Tanaka, enquanto David continua preocupado com as palavras de JK. |                                          |                                        |                   |                              |                                                   |                        |
| 6 | "Girl on Fire" (Morte e fogueira)"       | Kai Ikarashi                           | Yoshiyuki Kaneko  | Yoshiki Usa, Masahiko Ōtsuka | Bartosz Sztybor, Jan Bartkowicz, Lukas Ludkowski  | 13 de setembro de 2022 |
| Maine começa a desenvolver sinais de ciberpsicose quando começa a ter problemas para controlar seus implantes, desmaia aleatoriamente, tem alucinações e mudanças de humor significativas. Isso culmina com ele perdendo seu autocontrole e agredindo Kiwi enquanto ela está tentando invadir o cyberware de Tanaka, ferindo-a gravemente. Lucy concorda em tomar o lugar de Kiwi, mas apenas sob a condição de que Maine seja mantido afastado e David a acompanhe. Enquanto Lucy mergulha na mente de Tanaka, Tanaka recupera a consciência e implora a David para deixá-lo ir, dizendo-lhe que ele foi responsável por rescindir sua expulsão da Academia e que ele ainda tem um futuro lá, e que os mercenários vão matá-lo depois de extrair suas informações, a fim de amarrar pontas soltas. Isso faz com que David hesite o suficiente para que o implante neural de Tanaka entre em curto, arriscando matar Lucy também. Dorio desconecta Lucy com segurança, mas seu jammer foi desativado e o Trauma Team recebeu os sinais vitais de Tanaka e está a caminho com a Policia de Night City. Maine envia David e Lucy para seu veículo de fuga primeiro, enquanto ele e Dorio levam Tanaka para distrair as autoridades. No entanto, durante a batalha, Maine começa a sucumbir à sua ciberpsicose, resultando na morte de Dorio quando ela tenta protegê-lo. David tenta resgatar Maine, mas ele só pode assistir impotente como um Maine arrependido se explode junto com o cadáver de Dorio. Tudo o que David consegue fazer é fugir levando consigo os braços cibernéticos de Maine. |                                          |                                        |                   |                              |                                                   |                        |
| 7 | "Stronger" (Mais forte)"                 | Yoshihiro Miyajima                     | Tomoyuki Munehiro | Masahiko Ōtsuka              | Bartosz Sztybor, Jan Bartkowicz, Lukasz Ludkowski | 13 de setembro de 2022 |
| Alguns meses após o sequestro mal sucedido do Tanaka, David se tornou o novo líder do grupo de mercenários do Maine, tendo colocado mais implantes, incluindo os implantes de braço do Maine. No entanto, ele não conseguiu convencer Lucy a voltar ao grupo. Depois de completar com sucesso um trabalho para Wakako para resgatar um VIP da gangue Maelstrom, David é abordado por Faraday, que lhe oferece um serviço da Militech contra a Arasaka como um teste para ver se ele é digno de herdar o último trabalho de Maine para recuperar o dados que Tanaka estava escondendo. Faraday também pede que David tente recrutar Lucy novamente. Voltando para casa, David conversa com Lucy, querendo saber mais sobre seu passado. Ela revela que costumava fazer parte de uma equipe especial de trilha-redes mirins da Arasaka criados e treinados para mergulhar na "Rede Antiga" para recuperar dados perdidos. No entanto, o trabalho era extremamente perigoso, pois os deixavam expostos à IAs e malwares invasores que mataram grande parte da equipe. Eventualmente, Lucy conseguiu escapar da Arasaka e acabou em Night City. Ela também admite que, embora antes se preocupasse apenas consigo mesma, agora está mais preocupada com a saúde de David. Mais tarde, Lucy mata um agente da Arasaka investigando dados sobre um sujeito de teste que foi misteriosamente apagado dos registros de Tanaka. |                                          |                                        |                   |                              |                                                   |                        |
| 8 | "Stay" (Fique)"                          | Yoshihiro Miyajima                     | Yūichi Shimodaira | Masahiko Ōtsuka              | Bartosz Sztybor, Jan Bartkowicz, Lukasz Ludkowski | 13 de setembro de 2022 |
| Assumindo o trabalho de Faraday, David mata um diretor de laboratório Arasaka, mas mostra sinais de ciberpsicose no processo. Enquanto isso, uma equipe de inteligência da Arasaka está investigando as misteriosas mortes do pessoal da companhia. Acreditando que a Militech está envolvida, eles organizam uma tentativa de assassinato de Faraday, que escapa por pouco. Com a Militech se recusando a fornecer proteção devido à falta de resultados na recuperação de dados no projeto do ciberesqueleto da Arasaka, Faraday faz contato com a Arasaka. E então a Arasaka está disposta a perdoar Faraday pela morte de Tanaka, em troca de ele entregar o trilha-rede responsável por esconder os dados de Tanaka e matar seus agentes. Enquanto isso, David continua a mostrar mais sintomas de ciberpsicose, além de sofrer de trauma por ter matado uma secretária inocente que se parecia com sua mãe Gloria. Doc então recomenda que David recue em seus implantes, e acaba sendo atacado por David. David mais uma vez tenta recrutar Lucy, mas ela insiste que há algo que ela precisa cuidar primeiro, e David considera terminar com ela. Lucy então detecta outro agente da Arasaka procurando os dados de Tanaka e se dirige para matá-lo, mas era apenas para cair em uma armadilha montada por Faraday e Kiwi. |                                          |                                        |                   |                              |                                                   |                        |
| 9 | "Humanity" (Estado geral da gangue)"     | Yoshiyuke Kaneko                       | Akira Furukawa    | Masahiko Ōtsuka              | Bartosz Sztybor, Jan Bartkowicz, Lukasz Ludkowski | 13 de setembro de 2022 |
| Depois de interrogar Lucy, Faraday e Kiwi descobrem que Lucy está escondendo ativamente os dados de Tanaka sobre David como um potencial sujeito de teste para o cyber-esqueleto. Percebendo isso, Faraday planeja oferecer Lucy e David à Arasaka para garantir sua posição na empresa. Para realizar isso, Faraday atribui a David uma missão para atacar um comboio da Arasaka. David recruta a ajuda de Kiwi, Rebecca e Falco e eles conseguem apreender a carga principal do comboio, que se revela ser o ciberesqueleto. Um exército da Militech chega graças a uma dica de Faraday, que pretende forçar David a instalar o ciberesqueleto e usá-lo para destruir o comboio da Militech como uma demonstração de seu poder. Kiwi faz sua fuga enquanto Faraday se faz passar por Lucy para enganá-lo e o convence instalar o cyber-esqueleto. Lucy consegue escapar brevemente e avisa David sobre Faraday antes de ser recapturada. Furioso, David usa o ciberesqueleto para aniquilar o exército da Militech, apesar do enorme custo à integridade de seu corpo, e então diz a Rebecca e Falco que eles vão resgatar Lucy e se vingar de Faraday. |                                          |                                        |                   |                              |                                                   |                        |
| 10 | "My Moon My Man" (Pouso na lua)"         | Hiroyuki Imaishi, Sushio, Yō Yoshinari | Kōdai Nakano      | Masahiko Ōtsuka              | Bartosz Sztybor, Jan Bartkowicz, Lukasz Ludkowski | 13 de setembro de 2022 |
| David luta contra as forças da Militech, Arasaka e MaxTac enquanto ele, Rebecca e Falco se dirigem para a Torre Arasaka. Durante todo o tempo, a condição de David continua a se deteriorar à medida que ele fica sem imunossupressores. Enquanto isso, Kiwi tem dúvidas sobre trabalhar com Faraday e decide cortar os laços com ele, então ele a mata. Antes de morrer, Kiwi avisa David e os outros sobre a localização de Faraday e Lucy. David ataca a torre, matando os guardas da Arasaka, resgatando Lucy e incapacitando Faraday. Percebendo que a situação saiu do controle deles, a Arasaka envia Adam Smasher para derrubar David. Durante a luta, Faraday é derrubado da torre e morre, enquanto Rebecca é morta por Adam Smasher. David encarrega Falco de garantir que Lucy escape enquanto ele fica para trás para impedir Adam Smasher. Apesar de ter o ciberesqueleto, David não consegue vencer Adam Smasher e é rapidamente aniquilado, embora ele não se arrependa de seu fim após descobrir que Lucy está segura. Algum tempo depois, Lucy realiza seu sonho de viajar para até a Lua, mas fica triste por David não estar com ela e relembra da neurodança que teve com David na Lua. |                                          |                                        |                   |                              |                                                   |                        |

## Recepção

### Resposta da crítica
Cyberpunk: Edgerunners foi aclamado tanto pelos críticos quanto os fãs. O site agregador de críticas Rotten Tomatoes apontou um índice de aprovação de 100% baseado em 13 avaliações positivas do anime, e detém uma classificação média de 8.80/10. O consenso crítico do site diz: "Mergulhando em Night City com ação frenética e um visual inspirador, Edgerunners é uma adaptação de anime excepcionalmente elegante do mundo estabelecido em Cyberpunk."
Paul Tassi, da Forbes chamou o programa de "absolutamente incrível" e "uma bela e assombrosa adaptação de Night City e do mundo criado nos jogos, sendo este também um drama de personagens maravilhosamente animados e convincentes." Além disso, ele pontuou que o conhecimento do jogo era desnecessário para aproveitar o show, mas que a "experiência do show foi bastante aprimorada por ter jogado o jogo", comparando-a ao caso da série animada Arcane.
Jonathon Wilson, escrevendo para o Ready Steady Cut disse que "de muitas maneiras, esta é a história Cyberpunk que o jogo Cyberpunk queria contar mas não pôde." Matt Kim, da IGN, elogiou a exploração do estilo de vida hostil em Night City, com ênfase aos efeitos visuais, observando que o foco estava mais na cidade do que em alguns dos personagens e, por fim, declarou que o anime era como "um passeio selvagem, mas que vale a pena cada segundo." Em sua análise para o Polygon, Kambole Campbell elogiou a "linguagem visual para vários conceitos no jogo", bem como a "diversidade de canções em sua trilha-sonora" e concluiu que o ponto mais forte do programa foi "a capacidade [do anime] de retratar a degradação psicológica de seus personagens sem se sentir inautêntico."
O diretor de jogos eletrônicos Hideo Kojima elogiou o anime, chamando-o de "um milagre de apertar o gatilho para o mundo", e comparou a arte e o design favoravelmente à série OVA intitulada Cyber City Oedo 808 de 1990. Mike Pondsmith, o criador do jogo original de RPG Cyberpunk, também teceu comentários positivos sobre o show, e declarou: "É como ver meu cérebro em um anime de tela grande."

### Prêmios e indicações
| Ano  | Premiação            | Categoria        | Resultado | Ref(s).       |
| ---- | -------------------- | ---------------- | --------- | ------------- |
| 2022 | The Game Awards 2022 | Melhor Adaptação | Indicado  | [ 34 ] [ 35 ] |

## Legado
O lançamento do anime aumentou significativamente o interesse do público em Cyberpunk 2077. O jogo bateu seu próprio recorde com mais jogadores simultâneos no Steam do que na época do seu lançamento. Essas estatísticas continuaram altas por aproximadamente quatro semanas após o lançamento do programa. Em novembro de 2022, a R. Talsorian, a publicadora do jogo de tabuleiro de Cyberpunk, anunciou planos de fazer uma expansão baseada em Edgerunners.
Em entrevista à revista japonesa Famitsu, o gerente de comunidade da CD Projekt, Satoru Honma, declarou que embora não existam planos para uma segunda temporada de "Cyberpunk: Edgerunners", caso houvesse, não seria uma continuação da primeira temporada e sim "algo completamente diferente". A CD Projekt anunciou, em julho de 2025, uma segunda temporada para a série.